# 杜克新镇
杜克新镇，是西班牙安达卢西亚自治区科尔多瓦省的一个市镇。总面积138平方公里，总人口1725人（2001年），人口密度13人/平方公里。